# Політичні партії Болгарії
Політичні партії в Болгарії, згідно із законодавством, покликані сприяти формуванню і вираженню політичної волі громадян. Створення, регулювання і закриття партій відбувається згідно «Закону про політичні партії».
Згідно зі статтею 11 Конституцією Республіки Болгарії політичне життя в країні ґрунтується на принципі політичного плюралізму; жодна політична партія або ідеологія не можуть бути оголошені державними; заснування партії на етнічному, расовому або релігійному принципах заборонено, як і партій, які ставлять собі за мету насильницьке захоплення державної влади.
Згідно зі статтею 13 «релігійні громади та установи, як і релігійні переконання, не можуть бути використані в політичних цілях».

## Найбільші партії
- Громадяни за європейський розвиток Болгарії — консерватизм
- Болгарська соціалістична партія — соціал-демократія
- Рух за права і свободи — лібералізм
- Атака — націоналізм